# منطقة برمت
منطقة برمت (بالألبانية: Rrethi i Përmetit) هي واحدة من ستة وثلاثين منطقة تقع في ألبانيا وهي جزء منمقاطعة غيروكاستر.[بحاجة لمصدر]